# Fort Nahargarh
Fort Nahargarh (zwany również Fortem Tygrysim - Tiger Fort) – wznosząca się bezpośrednio nad Jaipurem, stolicą Radżastanu w Indiach budowla obronna. Łącznie z Fortem Amber i fortem Jaigarh, Fort Nahargarh stanowił część systemu obronnego Jaipuru. 

## Historia
Budowa fortu rozpoczęła się w 1734 z inicjatywy króla Jaipuru - maharadżę Sawai Jai Singha II. Z założenia miał pełnić funkcję bezpiecznego bastionu na szczycie grzbietu wznoszącego się nad miastem. Mury fortu łączyły się z fortem Jaigarh położonym nad fortem Amber. Mimo że Nahargarh nigdy nie został zaatakowany, to u jego podnóża rozgrywały się różne wydarzenia historyczne, tj. m.in. traktaty z siłami Marathów, walczącymi z Jaipurem w XVIII wieku. W 1868, w czasie panowania maharadży Sawai Ram Singha II został rozbudowany..